# Les Arenes – la Grípia – Can Montllor
Les Arenes – la Grípia – Can Montllor és un barri de Terrassa situat a l'extrem oriental del districte 6 o del Nord-est, al marge esquerre de la riera de les Arenes. Està conformat per les barriades de les Arenes (al sud i a l'oest, vora la riera i la via del tren), la Grípia (a l'est, vora el torrent homònim) i Can Montllor (a la part nord, vora la carretera), llocs que li donen nom. Té una superfície de 0,89 km² i una població de 14.446 habitants el 2021.
El conjunt està limitat al nord per la carretera de Castellar (C-1415a), al sud pel passeig Vint-i-dos de Juliol i la via del ferrocarril Barcelona-Manresa de la RENFE, i a l'oest per l'avinguda del Vallès. A l'est, entorn del torrent de la Grípia, els límits són imprecisos.
Depèn de la parròquia de Sant Llorenç, al barri d'Ègara. La festa major és al juny, la primera setmana.
Al sud de les Arenes, el 3 de març del 2008 hi va entrar en funcionament la nova estació de ferrocarril de Terrassa Est.

## Història
Les Arenes pren el nom de la riera al vessant esquerre de la qual, prop del pont del ferrocarril, es van començar a establir els immigrats després de la Guerra Civil. No fou, però, fins a partir de la dècada del 1950 que pren embranzida l'autoconstrucció de cases, que configurarà una barriada marginal, sense aigua, llum ni serveis de cap mena, que en un primer moment fou anomenat el Poble Sec, o Pueblo Seco en castellà. A causa de la seva situació aturonada es va salvar dels estralls produïts per la rierada del 1962, que foren catastròfics a l'altra banda de la riera, on hi ha el barri d'Ègara.
La Grípia es diu així pel torrent que neix a la Font de l'Espardenyera, prop de Matadepera, i que baixa fins a confluir amb el torrent de la Betzuca en direcció al Besòs; aquests torrents són els únics del terme de Terrassa que no pertanyen a la conca del Llobregat. El barri es va formar entorn dels blocs d'habitatges aixecats per la constructora municipal VIMUTASA coneguts com els pisos de la Grípia.
Can Montllor és el nom d'una masia del segle xvi, avui en preocupant estat d'abandonament, que ha tingut diferents usos –mas, restaurant–, situada al nord del barri, als afores, prop de la carretera de Castellar, i que li ha donat nom. La primera casa que va aparèixer a la barriada era un bar que donava servei als soldats del campament militar que hi havia instal·lat. Arran de la construcció dels pisos de Sant Llorenç, es van començar a aixecar les primeres cases a banda i banda de la carretera, que es van anar estenent cap a llevant fins a entroncar amb les de la Grípia i les Arenes, amb què es va acabar configurant el conjunt actual.